# 沃克 (密蘇里州)
沃克（英語：Walker）是位於美國密蘇里州弗農縣的城市。

## 人口
根據2020年美國人口普查的數據，沃克的面積為0.81平方千米，皆為陸地。當地共有人口199人，而人口密度為每平方千米246人。